# Sapaniv, Kremeneț
Sapaniv (în ucraineană Сапанів) este o comună în raionul Kremeneț, regiunea Ternopil, Ucraina, formată numai din satul de reședință.

## Demografie
Componența lingvistică a comunei Sapaniv
     Ucraineană (99,52%)
     Alte limbi (0,42%)
Conform recensământului din 2001, majoritatea populației comunei Sapaniv era vorbitoare de ucraineană (99,52%), existând în minoritate și vorbitori de alte limbi.